# محمد خير رمضان يوسف
 محمد خير بن رمضان بن إسماعيل يوسف (ولد 1376 هـ/ 1956 م) كاتب وباحث ومؤرخ سوري، من المكثرين من التأليف والتصنيف في فنون شتَّى.

## ولادته وتحصيله
سيرته بقلمه يقول: وُلدت في قرية «كري بري» وتعني «تل الجسر» التابعة لناحية تربَ سبي (قبور البيض) القحطانية حاليًّا، من منطقة القامشلي – محافظة الحسكة - سورية، عام 1376 هـ، 1956م، وفي السنة الخامسة من عمري انتقلنا إلى الناحية المذكورة، وعشت فيها نحو ربع قرن من حياتي الأولى.
حصلت على الشهادة الابتدائية من مدرسة خالد بن الوليد الريفية بالقحطانية عام 1388 هـ، 1968 م ثم على الشهادة الإعدادية من إعدادية فايز منصور بالقحطانية عام 1391 هـ، 1971م، ودرست في ثانويتها حتى الثاني الثانوي العلمي ثم على الشهادة الثانوية الأدبية من ثانوية عربستان بالقامشلي عام 1394 هـ، 1974 م ثم على شهادة الإجازة (ليسانس) من كلية الشريعة بجامعة دمشق عام 1398 هـ، 1978م بدرجة جيد، وكنت من العشر الأوائل فيها ثم على شهادة الماجستير في الإعلام من كلية الدعوة والإعلام بالرياض (تخصص إذاعة وتلفزيون) – جامعة الإمام محمد بن سعود الإسلامية، عام 1405 هـ، بدرجة جيد جدًّا.
وصاحبت علماء، وحضرت مجالس عِلم، واستفدت من شيخي علوان حقي خاصة. وقرأت «مغني المحتاج» في الفقه الشافعي على الملا صالح الحرباوي، وقمت بأعمال دعويَّة في بلدتي، وألقيت دروساً.
حصلت على منحة دراسية من جامعة الإمام عام 1402 هـ لتكملة دراساتي العليا، وأقمت في الرياض منذ ذلك التاريخ. عملت مصححاً للغة العربية في جريدة الجزيرة بالرياض (متعاوناً) مدة سنتين، من أوَّل 1402 هـ حتى نهاية 1403 هـ. عملت متعاوناً لفترات متقطعة بين 1404 – 1408 هـ في مركز شؤون المكفوفين للشرق الأوسط، قارئاً، سجلت أثناءها كتباً إسلامية عديدة، منها صحيحا البخاري ومسلم وسنن الترمذي، والمطلوبُ في هذا العمل: الصوتُ الحسن، والأداءُ الجيِّد، واللغةُ السليمة. ولم أكنْ بذاكَ كلِّه ثم عملت في دار الرفاعي للنشر بالرياض، مصححاً مع أعمال إدارية أخرى مدة سنتين 1405 – 1407 هـ.

## أعماله ووظائفه
قمت بالتدريس نحو سبع سنوات، في فترات متقطعة، للمراحل الابتدائية والإعدادية والثانوية في محافظة الحسكة والعاصمة دمشق بين 1394 – 1401 هـ (1974 – 1981 م). عملت إمامًا، ثم إمامًا وخطيبًا في جامع زين العابدين، بمدينة القامشلي مدة عام ونصف العام، بين 1400 – 1401 هـ.
عملت محررًا ومصححًا في مجلة «عالم الكتب» السعودية منذ شهر ربيع الأول 1407 هـ حتى نهاية شهر جمادى الأولى من عام 1412 هـ، متفرغاً ثم متعاوناً. وكنت أقوم بتحرير معظَم الأبواب الثابتة فيها، مثل باب «كتب حديثة»، وباب «رسائل جامعية» وباب «الأخبار الثقافية»... بل كنت المصحح والمحرر الوحيد فيها طوال تلك المدة، وكانت تحوَّل إليَّ مقالات للنظر فيها ومدى صلاحيتها للنشر. عملت محكِّماً في مجلة «التوباد» بالرياض لعدة أشهر عام 1409 هـ. كنت مندوباً لمجلة «المسلم المعاصر» في السعودية من 1407 – 1409 هـ، أزوِّدها بالنشرة المكتبية شهريًّا في تلك المدة.
عملت في مكتبة الملك فهد الوطنية منذ بداية إنشائها عام 1409 هـ، وتعيَّنتُ مديرًا لإدارة الاقتناء وتنظيم المعلومات من محرَّم 1411 هـ، حتى شهر صفر من عام 1413 هـ، واستقرَّ عملي في إدارة التصنيف والفهرسة مفهرسًا ومصنفًا للكتب ومراجعًا لهما. وأثناء إدارته للقسم أصدر نشرة أو مجلة صغيرة بعنوان (الدرَّة)، صدرت منها عدة أعداد. وانتهى عمله بالمكتبة عام 1438 هـ، وقد أمضى فيها (29) عامًا. صدرت لي بحوث ومقالات قليلة في دوريات عربية مثل «عالم الكتب» و«التوباد» و«المجلة العربية» و«المستقبل الإسلامي» و«المجتمع» و«الشقائق» و«العالم الإسلامي».

## إهداء مكتبته
في آخر سنة له بالرياض أهدى مكتبته وأوراقه القديمة ورسائله ووثائقه كلها والدوريات والمخطوطات المصورة ومتعلقات شخصية له إلى مكتبة (الأمة) بأنقرة، من طريق السفارة التركية.

## كتبه وآثاره

#### مرتبة حسب تاريخ الصدور
1. الخَضِر بين الواقع والتهويل، دمشق: دار المصحف، 1404هـ، 368 ص، سلسلة أعلام قرآنية؛ 2.
ط 2.ـ دمشق: دار القلم؛ بيروت: الدار الشامية، 1415هـ، 258 ص.ـ (سلسلة أعلام القصص القرآني؛ 1). ط، مزيدة منقحة معدلة.ـ زيادة في العنوان الشارح: دراسة تحليلية مقارنة على ضوء القرآن والسنة والتاريخ.
ط 3 ……، 1420هـ.
2. لقمان الحكيم وحكمه، دمشق: دار المصحف، 1404هـ، 195ص. سلسلة أعلام قرآنية؛1.
ط 2.ـ دمشق: دار القلم؛ بيروت: الدار الشامية، 1415هـ، 216 ص.ـ (سلسلة أعلام القصص القرآني؛ 2) ط، [مزيدة معدلة] زيادة في العنوان الشارح: دراسة تحليلية مقارنة على ضوء القرآن والسنة والتاريخ.
ط 3……، 1420هـ.
3. ذو القرنين القائد الفاتح والحاكم الصالح: دراسة تحليلية مقارنة على ضوء القرآن والسنة والتاريخ.ـ دمشق: دار القلم، 1406هـ، 412 ص.
ط 2.ـ دمشق: دار القلم؛ بيروت: الدار الشامية، 1415هـ، 412 ص.ـ ط، [مصححة، بها مقدمة جديدة].ـ (سلسلة أعلام القصص القرآني؛ 3).
ط 3……، 1420هـ.
4. صفات مقدمي البرامج الإسلامية في الإذاعة والتلفزيون.ـ الرياض: المؤلف: مطابع الفرزدق: توزيع مؤسسة الجريسي للتوزيع والإعلان، 1406هـ، 136ص. وأصله قسم من رسالة الماجستير
5. فهرس الكتب المطبوعة بمكتبة محمد بن عبد الرحمن العبيكان الخاصة، الرياض: صاحب المكتبة، 1407هـ، 138ص.
6. الدعوة الإسلامية: مفهومها وحاجة المجتمعات إليها، الرياض: المؤلف: مطابع الفرزدق، 1407هـ، 136ص، مع الدعوة؛ 1. ط 2، مزيدة منقحة، الرياض: دار طويق، 1414هـ،155 ص.
7. الدعوة الإسلامية: الوسائل والأساليب، الرياض: المؤلف؛ مطابع الفرزدق، 1407هـ، 136ص.ـ (مع الدعوة؛ 3). ط2، منقحة، الرياض: دار طويق، 1414هـ، 136ص.وهذا وسابقه أصلهما قسم من رسالة الماجستير
8. من خصائص الإعلام الإسلامي، مكة المكرمة: رابطة العالم الإسلامي، 1410هـ، 190ص.ـ (دعوة الحق؛ 97).
ط2، بعنوان: خصائص الإعلام الإسلامي.ـ جدة: دار العمير، 1412هـ، 158ص.ـ بآخره ميثاق الشرف الإعلامي، قرارات وتوصيات المؤتمر الإسلامي الأول لوزراء الإعلام.وإضافة الملحق من قبل الناشر الأخير، لم أره، ولست موافقاً عليه، ولا يُنشرُ مرة أخرى مع الكتاب.
9. جولة بين كتب غريبة، الرياض: المؤلف: مطابع الشريف، 1410هـ، 111ص. ط2، مصححة.ـ بيروت: دار ابن حزم، 1416هـ، 111ص. وهو الرقم (1) من موسوعة الكتب النادرة.
10. الحذر في أمر الخضر/ الملا علي بن سلطان محمد القاري الهروي (تحقيق)، دمشق: دار القلم؛ بيروت: الدار الشامية، 1411هـ، 212ص.
11. المرأة الكردية في التاريخ الإسلامي: تراجم لأميرات كرديات ومحدثات عالمات، الرياض: المؤلف؛ بيروت: دار القادري، 1412هـ، 89ص. ترجم إلى الفارسية بقلم فائز إبراهيم محمد، بدون معرفة ولا استئذان، رأيته في الإنترنت سنة 1425 هـ، عنوانه: زنان كرد در تاريخ إسلامي، في 66 ص من الحجم الكبير.
12. تاج التراجم/ قاسم بن قطلوبغا الحنفي (ت 879هـ). (تحقيق).ـ دمشق: دار القلم، 1413هـ،568ص.
13. دليل المؤلفات الإسلامية في المملكة العربية السعودية (1400 ـ 1409هـ)، الرياض: دار الفيصل الثقافية، 1413هـ، 781ص. عليه مستدرك لم يُطبع
14. نساء زاهدات، الرياض: دار الوطن، 1413هـ، 40ص.
15. مؤلفات الشيخ ابن باز، الرياض: دار ابن خزيمة، 1413هـ، 79ص.
16. قارئات حافظات، الرياض: دار ابن خزيمة، 1413هـ، 125ص.
17. الإعلام الإسلامي: ببليوجرافيا بالكتب والرسائل والبحوث الجامعية، الرياض: دار طويق، 1414هـ، 117ص.
18. كتب نادرة من التراث الإسلامي، الرياض: دار طويق، 1414هـ، 175ص. موسوعة الكتب النادرة؛ 2.
19. الأجر الكبير على العمل اليسير: مختارات من الأحاديث الصحيحة مع شرحها.ـ الرياض: دار طويق، 1414هـ، 96ص. ط2.ـ بيروت: دار ابن حزم، 1415هـ، 79ص.
20. مؤلفات الشيخ محمد بن صالح العثيمين، الرياض: دار طويق، 1414هـ، 94ص.
21. فقيهات عالمات.ـ الرياض: دار طويق، 1414هـ، 120ص.
22. المؤلفات من النساء ومؤلفاتهن.ـ الرياض: دار طويق، 1414هـ، 112ص. ط2، مزيدة ومنقحة، بيروت: دار ابن حزم، 1421هـ، 116ص.
23. كتاب الحيطان: أحكام الطرق والسطوح والأبواب ومسيل المياه والحيطان في الفقه الإسلامي/ المرجي الثقفي، مع شرحه وتهذيبه والزيادات عليه (تحقيق).ـ دبي: مركز جمعة الماجد للثقافة والتراث؛ بيروت: دار الفكر المعاصر، 1414هـ، 208ص. الكتاب بزياداته وتعليقاته هو لابن قطلوبغا، والتصرف الخطأ من قِبَل الناشر.
24. حكم الإسلام في لحوم الخيل/ قاسم بن قطلوبغا الحنفي (ت 879هـ) (تحقيق).ـ بيروت: دار ابن حزم، 1414هـ، 120ص. عنوانه على المخطوطة: رسالة في لحم الفرس.
25. الحسن البصري: الواعظ البكَّاء.ـ بيروت: دار ابن حزم، 1414هـ، 53ص.
26. المفاضلة بين الغني الشاكر والفقير الصابر/ تأليف محمد بن بير علي البيركلي (ت 981هـ) (تحقيق)، ويليه رأي الإمامين ابن تيمية وابن القيم.ـ بيروت: دار ابن حزم، 1414هـ، 112ص.
27. فهرس الأحاديث التي رواها ابن أبي الدنيا: يشمل فهرسة أطراف أحاديث تسعة وثلاثين كتابا من كتبه.ـ بيروت: دار ابن حزم، 1415هـ، 158ص.
28. اللمعات البرقية في النكت التاريخية/ تأليف شمس الدين محمد بن علي بن طولون الصالحي (ت 953هـ) (تحقيق).ـ بيروت: دار ابن حزم، 1415هـ، 176ص.
29. رفع الريبة عما يجوز وما لا يجوز من الغيبة/ محمد بن علي الشوكاني (ت 1250هـ) (تحقيق)، بيروت: دار ابن حزم، 1415هـ، 63ص.
30. تاج الدين فيما يجب على الملوك والسلاطين/ تأليف محمد بن عبد الكريم المغيلي التلمساني (ت 909هـ) (تحقيق).ـ بيروت: دار ابن حزم، 1415هـ، 62ص.
31. الرقة والبكاء/ تأليف موفق الدين عبد الله بن أحمد بن قدامة المقدسي (ت 620هـ) (تحقيق).ـ دمشق: دار القلم، بيروت: الدار الشامية، 1415هـ، 534 ص. طـ2 …، 1422 هـ.
32. نوادر الكتب: غريبها وطريفها، الرياض: مكتبة العبيكان، 1415هـ، 247ص.ـ (موسوعة الكتب النادرة؛ 3). ط2... 1421هـ...(لم يذكر رقم الطبعة)
33. أمير المؤمنين عمر بن الخطاب وسر عدالته، بيروت: دار ابن حزم، 1415هـ، 48ص.ـ (القدوة الحسنة ؛2).
ط2.ـ بيروت: دار ابن حزم، 1418هـ....
34. عمر بن عبد العزيز: الخليفة الزاهد، بيروت: دار ابن حزم، 1415هـ، 47ص.ـ (القدوة الحسنة ؛3).
ط2.ـ بيروت: دار ابن حزم، 1418هـ…
35. سفيان بن عيينة: شيخ الإسلام وحافظ العصر، بيروت: دار ابن حزم، 1415هـ، 35ص.ـ (القدوة الحسنة؛ 4). ط2.ـ بيروت: دار ابن حزم، 1418هـ…
36. موفق الدين بن قدامة المقدسي: صاحب المغني، بيروت: دار ابن حزم، 1415هـ، 29ص.ـ (القدوة الحسنة ؛7). ط2.ـ بيروت: دار ابن حزم، 1418هـ…
37. قصيدة يوم الحشر/ محمد بن زين النحراري (ت 845هـ) (تحقيق)، بيروت: دار ابن حزم، 1415هـ، 45ص.
38. دعوة الأصحاب إلى التحلي بحلى الآداب/ أرجوزة من نظم محمد سعيد بن محمد إياس الدمشقي (كان حيًّا سنة 1329هـ) (تحقيق).ـ بيروت: دار ابن حزم، 1415، 48ص. سجِّل في «لحن» جميل على شريط كاسيت من قبلِ شركة إنتاجية إعلامية بالسعودية دون إذن مني
39. الرقة والبكاء/ أبو بكر عبد الله بن محمد بن أبي الدنيا (ت 281 هـ) (تحقيق)، الرياض: مكتبة العبيكان، 1415هـ، 447 ص. [ط2].ـ بيروت: دار ابن حزم، 1416هـ، 370ص. ط3، [مصححة معدلة].ـ بيروت: دار ابن حزم، 1419هـ، 369ص. ط4... 1426هـ.
40. فتح العلام في أحكام السلام/ تأليف علوي بن أحمد السقاف الشافعي (ت 1335هـ) (تحقيق).ـ بيروت: دار ابن حزم، 1415هـ، 58ص.
41. قصر الأمل/ تأليف أبي بكر عبد الله بن محمد بن أبي الدنيا (ت 281هـ)، بيروت: دار ابن حزم، 1416هـ، 312ص. ط2.ـ بيروت: دار ابن حزم، 1417هـ، 312ص.
42. دليل مؤلفات الحديث الشريف المطبوعة: القديمة والحديثة (بالاشتراك مع محيي الدين عطية وصلاح الدين حفني)، بيروت: دار ابن حزم، 1416هـ، 2مج (977ص). ط2... 1418هـ...
43. الكلام المنتقى مما يتعلق بكلمة التقوى (لا إله إلاَّ اللّه)/ ألفه سعيد بن حجي الحنبلي (ت 1229هـ) (تحقيق).ـ بيروت: دار ابن حزم، 1416هـ، 100ص.
44. كتاب الأربعين في فضل الرحمة والراحمين/ تأليف شمس الدين محمد بن علي بن طولون الصالحي (ت 953هـ) (تحقيق).ـ بيروت: دار ابن حزم، 1416هـ،175ص.
45. تكملة أعلام النساء: وفيات 1397- 1415هـ.ـ بيروت: دار ابن حزم، 1416هـ، 116ص.
46. أعلام أجانب: مستشرقون ـ مؤلفون ـ مشاهير: وفيات 1397- 1415هـ، بيروت: دار ابن حزم، 1416هـ، 144ص.
47. الغريب النادر من كتب التراث الإسلامي، بيروت: دار ابن حزم، 1416هـ، 176ص.ـ (سلسلة الكتب النادرة؛ 4).
48. العقوبات (العقوبات الإلهية للأفراد والجماعات والأمم)/ ابن أبي الدنيا؛ (تحقيق).ـ بيروت: دار ابن حزم، 1416هـ، 309ص. ط2….. 1419هـ.
49. حكم وآداب لأمير المؤمنين علي بن أبي طالب مرتبة على الحروف الهجائية/ لمؤلف مجهول؛ (تحقيق).ـ بيروت: دار ابن حزم، 1416هـ، 87 ص. (تبين أنه قطعة من كتاب «غرر الحكم ودرر الكَلِم» للقاضي ناصح الدين عبد الواحد بن محمد الآمدي، ت 550 هـ).
50. الفُلك المشحون في أحوال محمد بن طولون: سيرة ذاتية للمؤلف وبيان بمؤلفاته البالغة (753) كتاباً / تأليف شمس الدين محمد بن طولون الصالحي (تحقيق).ـ بيروت: دار ابن حزم، 1416هـ، 226ص.
51. أسرار خزانة المكتبة التراثية: عرض مجموعة كتب نادرة، بيروت: دار ابن حزم، 1416هـ، 233ص.ـ (سلسلة الكتب النادرة؛ 5).
52. أمهات النبي صلى الله عليه وسلم/ لأبي جعفر محمد بن حبيب البغدادي (تحقيق).ـ بيروت: دار ابن حزم، 1416هـ، 40ص.
53. رسالة في تفسير قوله تعالى: (إن إبراهيم كان أمة)/ ابن طولون (تحقيق).ـ بيروت: دار ابن حزم، 1417هـ، 96ص.(تبين أن هذا الكتاب وُجد بخط ابن طولون وليس من تأليفه، وغالب الظن أنه للعلاء الكيكلدي].
54. الجوع/ ابن أبي الدنيا (تحقيق).ـ بيروت: دار ابن حزم، 1417هـ، 271ص. طـ 2... 1421 هـ.
55. كتاب المحتضرين/ ابن أبي الدنيا (تحقيق).ـ بيروت: دار ابن حزم، 1417هـ، 336ص. طـ 2... 1421 هـ.
56. وصية العالم الجليل موفق الدين بن قدامة المقدسي (صاحب المغني) (تحقيق).ـ بيروت: دار ابن حزم، 1418هـ، 78ص.
57. القول المعتمد في تفسير قل هو الله أحد/ جمال الدين يوسف بن عبد الله الأرميوني الشافعي (ت 958هـ) (تحقيق).ـ بيروت: دار ابن حزم، 1418هـ، 138ص.
58. الأربعون حديثاً في الرقة والبكاء.ـ بيروت: دار ابن حزم، 1418هـ، 99ص.
59. العقود الدرِّية السلطانية فيما ينسب إلى الأيام النيروزية/ محمد سلطان بن محمد أورون الخجندي (تحقيق).ـ بيروت: دار ابن حزم، 1418هـ، 111ص.
60. صفة النار/ ابن أبي الدنيا (تحقيق)، بيروت، دار ابن حزم، 1417هـ، 214ص. ط2: بيروت، دار ابن حزم، 1421هـ، 214ص.
61. الصبر والثواب عليه/ ابن أبي الدنيا (تحقيق)، بيروت، دار ابن حزم، 1418هـ، 194ص. طـ 2... 1423 هـ.
62. كتاب المتمنين/ ابن أبي الدنيا (تحقيق).ـ بيروت، دار ابن حزم، 1418هـ، 144ص.
63. كلام الليالي والأيام لابن آدم/ ابن أبي الدنيا (تحقيق)، بيروت: دار ابن حزم، 1418هـ، 77ص.
64. الوجل والتوثق بالعمل؛ ومعه حديث أنطونس السائح ومواعظه وأمثاله/ ابن أبي الدنيا (تحقيق).ـ بيروت: دار ابن حزم، 1418هـ، 68ص.
65. تكملة معجم المؤلفين: وفيات 1397- 1415هـ.ـ بيروت: دار ابن حزم، 1418هـ، 794ص.[3]
66. تتمة الأعلام للزركلي: وفيات 1397- 1415هـ.ـ بيروت: دار ابن حزم، 1418هـ، 2مج. طـ2 (وفيات 1396- 1415 هـ) يليه مستدرك جديد في مجلد (جـ3)... دار ابن حزم، 1422 هـ.
67. جزء فيه: تحرير الجواب عن ضرب الدواب (من أحكام الرفق بالحيوان في السنة النبوية)/ للسخاوي (تحقيق) بيروت: توزيع دار ابن حزم، 1418هـ، 103ص.
68. كذبة نيسان في الميزان، بيروت، توزيع دار ابن حزم، 1418هـ، 129ص.
69. دلالة الشكل على كمية الأكل (حدود الشبع)/ محمد بن علي بن طولون (تحقيق)، بيروت، توزيع دار ابن حزم، 1418هـ، 44ص.
70. تأييد الإنكار لإتيان الطيور ونحوها في الأوكار/ محمد بن علي بن طولون (تحقيق).ـ بيروت: دار ابن حزم، 1418هـ، 30ص.
71. مداراة الناس/ ابن أبي الدنيا (تحقيق)، بيروت: دار ابن حزم، 1418هـ، 214ص.
72. دكانة الكتب: رحلة إلى جزر التراث، بيروت: دار ابن حزم، 1419هـ، 1998م، 263ص.ـ (موسوعة الكتب النادرة؛ 8).
73. المروءة وما جاء في ذلك عن النبي وعن الصحابة والتابعين/ تصنيف أبي بكر محمد بن خلف المرزباني؛ (تحقيق)، بيروت: دار ابن حزم، 1420هـ، 183ص.
74. نوادر الشوارد: فوائد في التحقيق والتدقيق: لثقافة عالية.ـ بيروت: المكتب الإسلامي: دار ابن حزم، 1420هـ، 412ص.
75. أعجب العجب: كتاب وضع لمن لا يعجبه العجب، بيروت: دار ابن حزم، 1421هـ، 2000م، 206ص. ط2... 1425هـ... ط3... 1425هـ...
76. الجواهر المجموعة والنوادر المسموعة (الجود والبخل، قضاء الحوائج، اصطناع المعروف وشكره، الصدقة وإطعام الطعام)/ تصنيف شمس الدين محمد بن عبد الرحمن السخاوي، ت 902هـ (تحقيق)، بيروت: دار ابن حزم، 1421هـ، 2000م، 454ص.
77. إفادة الأنام بما ورد في المنام/ تصنيف قطب الدين مصطفى بن كمال الدين البكري، ت 1162هـ؛ (تحقيق). يليه:
78. الأربعون حديثاً في آداب النوم/ جمعها وخرجها المحقق.ـ بيروت: دار ابن حزم، 1421هـ، 74ص.
79. القول التمام في آداب دخول الحمام (أحكام دور الاستحمام في الفقه الإسلامي)/ تأليف شهاب الدين أحمد بن عماد الأقفهسي، ت 808هـ (تحقيق).ـ بيروت: دار ابن حزم، 1421هـ، 161ص.
80. الأربعون الصحيحة فيما دون أجر المنيحة/ تأليف يوسف بن محمد بن مسعود السُّرَّمَرِّي ت 776هـ (تحقيق وتخريج)، بيروت: المكتب الإسلامي: دار ابن حزم، 1421هـ، 200ص.
81. الفوائد البارزة والكامنة في النعم الظاهرة والباطنة/ عبد الرحمن بن أبي بكر السيوطي ت 911هـ (تحقيق)، بيروت: دار ابن حزم، 1421هـ، 52ص.
82. عجائب الفكر وذخائر العبر، بيروت: دار ابن حزم، 1421هـ، 211ص.
83. تهذيب خالصة الحقائق ونصاب غاية الدقائق/ ألفه محمود بن أحمد الفاريابي، ت 607هـ؛ (تهذيب وتخريج أحاديث)، بيروت: دار ابن حزم، 1421هـ، 2مج (1407ص).
84. حلم الأحنف: سيرة وأخلاق، بيروت، دار ابن حزم، 1421هـ، 100ص، المتميزون؛ 1.
85. ذكاء إياس: ذكاء خارق وفراسة عجيبة، بيروت: دار ابن حزم، 1421هـ، 139ص، المتميزون؛ 2.
86. صيد الكتب، بيروت: دار ابن حزم، 1421هـ، 250ص، موسوعة الكتب النادرة؛ 9.
87. المكثرون من التصنيف في القديم والحديث: من صنّف مائة كتاب… فألفاً… فأكثر.ـ بيروت: دار ابن حزم، 1421هـ، 175 ص.
88. الكشكول المفيد، بيروت: دار ابن حزم، 1421 هـ، 333ص.
89. اصطناع المعروف/ ابن أبي الدنيا (تحقيق).ـ بيروت: دار ابن حزم، 1422 هـ، 205ص.
90. قضاء الحوائج/ ابن أبي الدنيا (تحقيق).ـ بيروت: دار ابن حزم، 1422 هـ، 148ص.
91. المعجم المصنف لمؤلفات الحديث الشريف: وهو تكملة ومستدرك على «دليل مؤلفات الحديث».ـ الرياض: مكتبة الرشد، 1423 هـ، 3 مج (1379 ص).
92. يا بني، الرياض: دار الوطن، 1423 هـ، 64 ص.
93. يا بنتي، الرياض: دار الوطن، 1423 هـ، 64 ص.
94. أربعون حديثاً في فضائل الحج والعمرة/ لأبي الطيب محمد صديق خان القِنّوجي (ت 1307هـ) (تحقيق).ـ الرياض: دار الوطن، 1423 هـ، 56 ص.
95. الكلمات البينات في قوله تعالى: (وبشِّر الذين آمنوا وعمِلوا الصالحات أنَّ لهمْ جَنَّات)/ تأليف مرعي بن يوسف الكرمي المقدسي (ت 1033 هـ) (تحقيق).ـ بيروت: دار البشائر الإسلامية، 1425هـ... (لقاء العشر الأواخر بالمسجد الحرام؛ 62).
96. الغُرَر على الطُّرَر: غُرر الفوائد على طرر المخطوطات والنوادر.ـ بيروت: دار البشائر الإسلامية، 1425هـ، 2 مج في 1 (360، 341ص).
97. معجم المؤلفين المعاصرين في آثارهم المخطوطة والمفقودة وما طُبع منها أو حُقِّق بعد وفاتهم: وفيات 1315 – 1424 هـ، الرياض: مكتبة الملك فهد الوطنية، 1425هـ، 2 مج (934 ص).ـ السلسلة الثالثة (55).[4]
98. مراقي الجنان بالسخاء وقضاء حوائج الإخوان/ جمال الدين يوسف بن عبد الهادي المقدسي (تحقيق).ـ بيروت: دار ابن حزم، 1424 هـ، 508 ص.
99. طرح المدر لحل اللألاء والدرر/ يوسف بن محمد الشربيني (تحقيق).ـ بيروت: دار ابن حزم، 1424 هـ، 75 ص.ـ (كتاب.. كلُّ حروفه بدون نقط).
100. السرُّ المصون على كشف الظنون/ جميل بن مصطفى العظم (ت 1352 هـ) (تحقيق).ـ بيروت: دار البشائر الإسلامية، 1425هـ، (جـ1: أ-ب فقط، 438 ص).
101. سفينة الفرج فيما هبَّ ودَبَّ ودَرَج/ محمد سعيد بن قاسم القاسمي (ت 1317هـ) (تهذيب واعتناء).ـ بيروت: دار البشائر الإسلامية 1425هـ، 712ص
102. الأربعون الرياضيّة: أربعون حديثاً في فضائل الرياضة..-الرياض: دار طيبة، 1425هـ، 115ص.
103. مرآة المروءات/ أبو منصور عبد الملك بن محمد الثعالبي (ت 430هـ) (تحقيق).- بيروت: دار ابن حزم، 1425هـ، 104ص.
104. هكذا قلت في الدين والنفس والمجتمع.ـ بيروت: دار ابن حزم، 1426هـ، 200ص.
105. آخر لقاء مع (20) عالماً ومفكراً إسلامياً (جمع وإعداد).ـ بيروت: دار ابن حزم، 1426هـ، 266ص.
106. كشف الأسرار عما خفي عن الأفكار (حكمة التشريع في سؤال وجواب)/ شهاب الدين أحمد بن عماد الأقفهسي (ت 808هـ) (تحقيق)، بيروت، دار ابن حزم، 1426هـ، 422ص.
107. البينات في بيان بعض الآيات/ الملا علي بن سلطان محمد القاري الهروي (ت 1014هـ) (تحقيق).ـ بيروت: دار ابن حزم، 1426هـ، 48ص.ـ (لقاء العشر الأواخر بالمسجد الحرام؛ 72).
108. دور الفلك في حكم الماء المستعمل في البِرَك/ شمس الدين محمد بن علي بن طولون الصالحي (ت 953 هـ) (تحقيق).ـ بيروت: دار البشائر الإسلامية، 1426هـ، 63ص، ـ (لقاء العشر الأواخر بالمسجد الحرام؛ 77).
109. حِكَمُ القرآن: فصل من علوم القرآن، بحث في التفسير الموضوعي.ـ بيروت: دار ابن حزم، 1426هـ، 240ص.
110. دوافع البحث والتأليف عند المسلمين، بيروت، دار ابن حزم، 1426هـ، 166ص.
111. الكوكب الحثيث شرح درَّة الحديث/ نظم وشرح محمد أمين بن محمد السفرجلاني (ت1335هـ) (تحقيق).ـ بيروت: دار ابن حزم، 1426هـ، 83ص.
112. آداب إعارة الكتاب في التراث الإسلامي.ـ بيروت: دار ابن حزم.ـ بيروت: دار ابن حزم، 1426هـ، 146ص. يليه:
113. جزء فيه عاريَّة الكتب/ لأبي بكر أحمد بن محمد اليزدي، ت بعد 429هـ. يليه:
114. بذل المجهود في خزانة محمود/ جلال الدين عبد الرحمن بن أبي بكر السيوطي، ت 911هـ.
115. أربعون حديثاً قدسيًّا
116. وأربعون حديثاً نبويًّا في الثناء على الله/ يوسف بن إسماعيل النبهاني (ت 1350هـ) (تحقيق).ـ بيروت: دار ابن حزم، 1426هـ، 125ص.
117. 100 فائدة وفائدة، بيروت: دار ابن حزم، 1427هـ، 218ص.
118. لحظات قبل الموت ﴿وجاءت سكرة الموت بالحق ذلك ما كنت منه تحيد﴾.ـ بيروت: دار ابن حزم، 1427هـ، 378ص.
119. سفينة الذهب من الثقافة والأدب، بيروت: دار ابن حزم، 1427هـ، 320ص.
120. الأربعون العددية: في كل حديث عدد، بيروت: دار ابن حزم، 1427هـ، 105ص.
121. ابن سحمان: سليمان بن سحمان بن مصلح الخثعمي العسيري النجدي 1266-1349هـ: تاريخ حياته وعلمه وتحقيق شعره عقود الجوهر المنضدة الحسان/ تحقيق أبي عبد الرحمن بن عقيل الظاهري: محمد بن عبد الرحمن العقيل؛ شارك في تصحيحه والتعليق عليه محمد خير رمضان يوسف، عبد المحسن بن عبد العزيز العسكر.ـ الرياض: مكتبة الرشد، 1427هـ، 4جـ في 2مج.
122. منظومة الأقفهسي فيما يحل ويحرم من الحيوان. (تحقيق).ـ بيروت: دار البشائر الإسلامية، 1427هـ، 64 ص (لقاء العشر الأواخر بالمسجد الحرام؛ 85)
123. الجواهر والدرر فيما نفع وندر.- بيروت: دار البشائر الإسلامية، 1428 هـ، 496 ص.